# Anthelia
Anthelia Lamarck, 1816 è un genere di ottocoralli della famiglia Xeniidae.

## Biologia
I polipi di alcune specie di questo genere esibiscono una attività pulsatoria dei loro tentacoli, comportamento non comune tra i coralli; si è visto che tale pulsazione rende più efficiente la fotosintesi da parte delle zooxantelle endosimbionti.

## Tassonomia
Comprende le seguenti specie:
- Anthelia armata Thomson, 1927
- Anthelia brochi Madsen, 1944
- Anthelia densa Tixier-Durivault, 1966
- Anthelia elongata Roxas, 1933
- Anthelia fallax Broch, 1912
- Anthelia fishelsoni Verseveldt, 1969
- Anthelia garciae (Hickson, 1894)
- Anthelia glauca Lamarck, 1816
- Anthelia gracilis (May, 1898)
- Anthelia hicksoni Gohar, 1940
- Anthelia japonica Kükenthal, 1906
- Anthelia mahenensis Janes, 2008
- Anthelia molanderi Roxas, 1933
- Anthelia palawanense Roxas, 1933
- Anthelia philippinense Roxas, 1933
- Anthelia profunda Tixier-Durivault, 1964
- Anthelia rosea Hickson, 1930
- Anthelia simplex Thomson & Dean, 1931
- Anthelia ternatana (Schenk, 1896)
- Anthelia tosana Utinomi, 1958